# Athetis fragosa
Athetis fragosa là một loài bướm đêm trong họ Noctuidae.